# Dhalavoipuram
Dhalavoipuram é uma panchayat (vila) no distrito de Virudhunagar , no estado indiano de Tamil Nadu.

## Demografia
Segundo o censo de 2001,  Dhalavoipuram  tinha uma população de 5371 habitantes. Os indivíduos do sexo masculino constituem 50% da população e os do sexo feminino 50%. Dhalavoipuram tem uma taxa de literacia de 71%, superior à média nacional de 59.5%: a literacia no sexo masculino é de 78% e no sexo feminino é de 65%. Em Dhalavoipuram, 11% da população está abaixo dos 6 anos de idade.